# Cimetière de Stepney
Le cimetière de Stepney, en anglais Stepney Cemetery, est un cimetière datant de la fin du XVIIIe siècle, situé à Monroe dans le Connecticut, aux États-Unis.

## Présentation

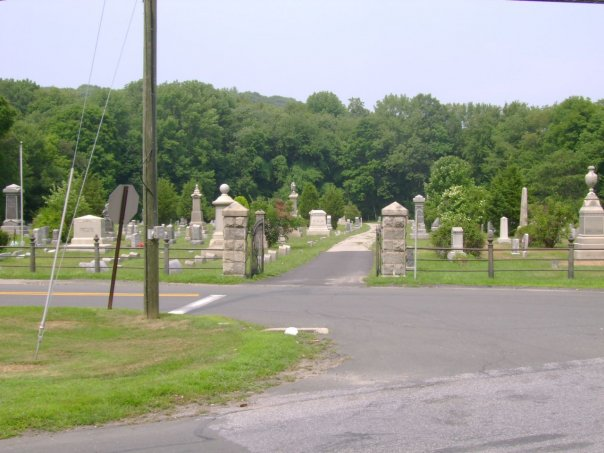
Entrée du cimetière.

Le cimetière de Stepney est situé au 25 Pepper Street, Upper Stepney, à Monroe dans le Connecticut. D'une surface de 1,2 ha, il a été construit sur un terrain donné par le couple Noah et James Burr Jr. en 1794. La tombe la plus ancienne encore visible est celle de Nathaniel W.  Knapp, datant de 1797,. Il est traversé par une seule allée en forme de U.
Près de 1 400 personnes y sont enterrées. Parmi les personnalités qui y sont inhumées, diverses personnes sont liées à l'histoire de la ville et sa région : des colons ayant participé à la fondation de la commune, des soldats vétérans de plusieurs guerres (guerre d'indépendance des États-Unis (1775-1783), guerre anglo-américaine de 1812, guerre de Sécession (1861-1865), Première et Seconde guerre mondiale, Corée (1950-1953) et Vietnam (1955-1975)). Par son histoire, le cimetière fait partie d'un Heritage trail, un sentier patrimoine de la commune.
Le cimetière est également nommé Birdsey's Plain Cemetery ou Beardsley Plain Cemetery.
À côté du cimetière, au 15 Pepper Street, se trouve la Chapelle de Notre-Dame du Rosaire. Elle est connue pour être le lieu ayant accueilli le plus d'exorcismes aux États-Unis.

## Personnalités inhumées dans le cimetière
- Ed Warren et Lorraine Warren, couple d'écrivains spécialisés dans les sciences occultes[3].

## Légende
Le cimetière serait hanté par une Dame blanche. La légende est citée depuis les années 1940,.